# Šempeter pri Gorici
Šempeter pri Gorici is een plaats in Slovenië en maakt deel uit van de gemeente Šempeter-Vrtojba in de NUTS-3-regio Goriška. De plaats telde 3.694 inwoners op 1 januari 2020.

## Geboren
- Andrej Komac (1979), voetballer
- Valter Birsa (1986), voetballer
- Etien Velikonja (1988), voetballer
- Tim Matavž (1989), voetballer
- Polona Batagelj (1989), wielrenster